# Singularity (Northlane)
Singularity è il secondo album in studio del gruppo progressive metalcore australiano Northlane, pubblicato il 22 marzo 2013 dalla UNFD. Questo è l'ultimo album con il cantante originale Adrian Fitipaldes, il quale lascerà la band nel 2014.
Nel 2014 è stata pubblicata un'edizione speciale dell'album contenente oltre alle tracce presenti nell'originale anche le versioni strumentali.

## Tracce
1. Genesis – 1:36
2. Scarab – 3:07
3. Windbreaker – 3:44
4. Worldeater – 3:50
5. Quantum Flux – 3:59
6. Dream Awake – 4:17
7. The Calling – 3:12
8. Masquerade (feat. Drew York degli Stray from the Path) – 3:33
9. Singularity – 3:46
10. Aspire – 3:46

## Formazione
- Adrian Fitipaldes – voce
- Jon Deiley – chitarra solista
- Josh Smith – chitarra ritmica
- Alex Milovic – basso
- Nic Pettersen – batteria

## Classifiche
| Classifica (2013)       | Posizione massima |
| ----------------------- | ----------------- |
| Australia (ARIA Charts) | 3                 |